# Expediția Malaspina

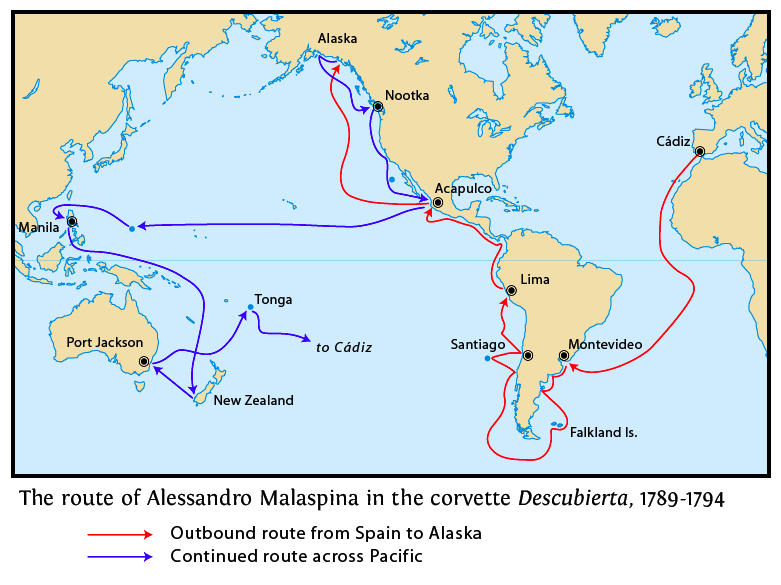
Hartă care arată traseul navei Malaspina Descubierta cu întoarcerea în Spania de la Tonga omisă. Traseul Atrevidei din Bustamante a fost în mare parte același, dar deviat în unele locuri.

Expediția Malaspina (1789-1794) a fost o explorare științifică maritimă de cinci ani comandată de Alessandro Malaspina și José de Bustamante y Guerra. Deși expediția își primește numele de la Malaspina, acesta a insistat întotdeauna să îi acorde lui Bustamante o parte egală de comandă. Cu toate acestea, Bustamante l-a recunoscut încă de la început pe Malaspina drept „șeful expediției”.
Expediția a fost finanțată de guvernul spaniol și a urmărit inițial scopuri strict științifice, în același mod ca și călătoriile lui James Cook și Jean-François de Galaup, comte de La Pérouse. Unii dintre cei mai importanți oameni de știință de la acea vreme au colectat o cantitate impresionantă de date științifice care au depășit chiar și ceea ce a fost colectat în timpul expediției lui Cook, dar din cauza implicării lui Malaspina într-o conspirație pentru răsturnarea guvernului, acesta a fost încarcerat la scurt timp după întoarcere. Cele mai multe dintre rapoartele și colecțiile expediției au fost puse deoparte nepublicate și nu au văzut lumina tiparului până la sfârșitul secolului al XIX-lea.

## Context și pregătire

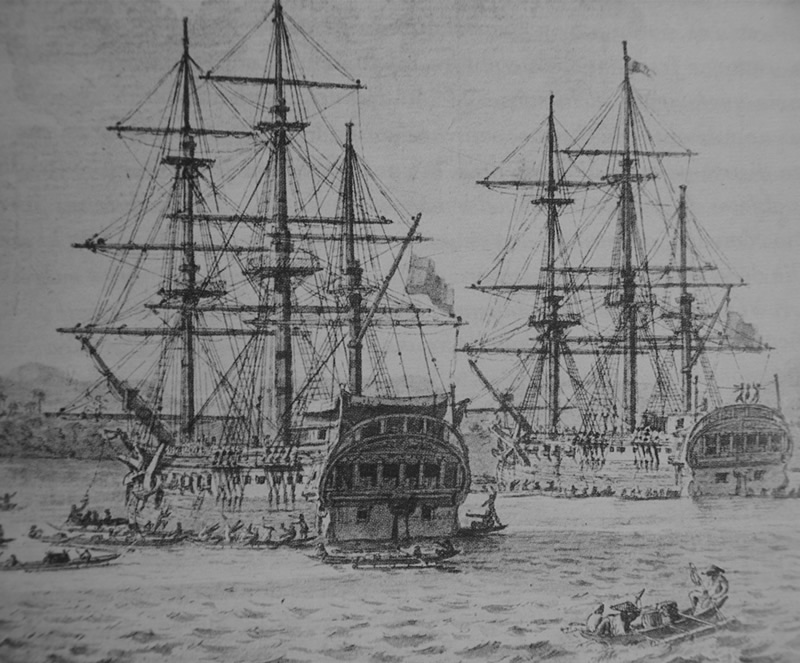
Corvetele Atrevida și Descubierta.

Din septembrie 1786 până în mai 1788, Malaspina a făcut o călătorie comercială în jurul lumii în numele Royal Philippines Company. În timpul acestei călătorii a fost la comanda fregatei Astrea. Ruta sa a trecut prin Capul Bunei Speranțe și, la întoarcere, prin Capul Horn. Astrea a făcut escală la Concepcion, în Chile, în februarie 1787, al cărui guvernator militar, Ambrose O'Higgins, de origine irlandeză, recomandase cu șase luni înainte ca Spania să organizeze o expediție în Pacific similară celor conduse de Lapérouse și Cook. O'Higgins a făcut această recomandare în urma vizitei expediției lui Lapérouse la Concepcion în martie 1786 și probabil că a discutat-o cu Malaspina în timp ce Astrea se afla la Concepcion. După întoarcerea Astreei în Spania, Malaspina a elaborat, în parteneriat cu José de Bustamante, o propunere de expediție în conformitate cu liniile stabilite în memorandumul lui O'Higgins. La scurt timp după aceea, la 14 octombrie 1788, Malaspina a fost informat de acceptarea planului său de către guvern. José de Espinoza y Tello, unul dintre ofițerii expediției Malaspina, a confirmat ulterior importanța informațiilor trimise de O'Higgins în stimularea guvernului de a iniția un program amplu de explorare în Pacific. Acceptarea promptă a propunerii lui Malaspina a fost stimulată și de veștile primite de la St. Petersburg despre pregătirile pentru o expediție rusă (expediția Mulovsky) în Pacificul de Nord sub comanda lui Grigori I. Mulovsky, care avea ca unul dintre obiective revendicarea unui teritoriu de pe coasta de nord-vest a Americii în jurul insulei Nootka, teritoriu care era revendicat la acea vreme și de Spania.
Guvernul spaniol avea cel mai mare buget pentru știință dintre toate statele europene la acea vreme. În ultimele patru decenii ale secolului al XVIII-lea, o serie de expediții științifice au traversat Imperiul Spaniol, inclusiv expediții botanice în Noua Granadă, Mexic, Peru și Chile, realizând o colecție uriașă de floră americană. Aceștia vedeau Lumea Nouă ca pe un vast laborator de studiu și o sursă nesfârșită de mostre.
Regele spaniol, Carol al III-lea, era cunoscut pentru fascinația sa pentru știință, și procurase deja fonduri pentru a dezvolta în continuare știința și tehnologia în mai multe domenii. El a aprobat cu promptitudine expediția, deși nu avea să vadă niciodată rezultatele acesteia, deoarece a murit exact două luni mai târziu.
În plus, guvernul spaniol era interesat de toate aspectele legate de Oceanul Pacific, deoarece un număr mare dintre coloniile sale se aflau în acea zonă, inclusiv cea mai mare parte a coastei americane a Pacificului, Filipine și mai multe insule, cum ar fi Guam.
Două fregate au fost proiectate și construite special pentru expediție de către constructorul de nave Tómas Muñoz la șantierul naval La Carraca, sub conducerea lui Malaspina. Ambele aveau o greutate de 306 tone și o lungime de 36 de metri, cu un deplasament normal de încărcare de 4,2 metri. Au fost lansate la apă împreună pe 8 aprilie 1789 și au fost botezate în onoarea fostelor nave Resolution și Discovery ale lui James Cook ca Descubierta și Atrevida. Malaspina a comandat Descubierta și Bustamante Atrevida.
Expediția a avut la bord elita astronomilor și topografilor din marina spaniolă, condusă de Juan Gutiérrez de la Concha, cu tânărul Felipe Bauza drept cartograf. De asemenea, la bord se aflau numeroși oameni de știință și artiști, cum ar fi maestrul în pictură José del Pozo, artiștii José Guío, Fernando Brambila și Giovanni Ravenet, caricaturistul și editorialistul Tomás de Suria, botaniștii Luis Née, Antonio Pineda și Thaddäus Haenke și mulți alții.

## Expediția
Atrevida și Descubierta au plecat din Cádiz la 30 iulie 1789 și, după ce au ancorat câteva zile în largul Insulelor Canare, au traversat Oceanul Atlantic până pe coastele Americii de Sud. Odată ajunși acolo, au navigat până la Río de la Plata și s-au oprit la Montevideo și Buenos Aires, pentru a pregăti un raport despre situația politică a Viceregatului Río de la Plata. Apoi au navigat spre Insulele Falkland, iar de acolo s-au îndreptat spre Capul Horn, trecând în Oceanul Pacific la 13 noiembrie și oprindu-se la Talcahuano, portul Concepción din actualul Chile, și din nou la Valparaíso, portul Santiago.
Continuând spre nord, Bustamante a cartografiat coasta, în timp ce Malaspina a navigat până la Insulele Juan Fernández pentru a rezolva datele contradictorii cu privire la localizarea acestora. Cele două nave s-au reunit la Callao, portul Lima, în Peru, unde au efectuat investigații despre situația politică a Viceregatului Peru. Expediția a continuat apoi spre nord, cartografiind coasta, până la Acapulco, Mexic. O echipă de ofițeri a fost apoi trimisă în Ciudad de México pentru a investiga arhivele și situația politică a Viceregatului Noii Spanii.
Aflându-se în Mexic, expediția a primit un ordin de la noul rege al Spaniei, Carol al IV-lea, de a căuta un pasaj de nord-vest despre care se zvonea recent că ar fi fost descoperit, ceea ce l-a forțat pe Malaspina să renunțe la planurile sale de a naviga spre Hawaii, Kamceatka și Pacificul de Nord-Vest. În schimb, a navigat din Acapulco direct spre Golful Yakutat, Alaska (cunoscut pe atunci sub numele de Port Mulgrave), unde se spunea că ar exista pasajul. Găsind doar un golfuleț, a cercetat cu atenție coasta Alaskăi spre vest până la Insula Prince William.
În Golful Yakutat, expediția a luat contact cu populația Tlingit. Savanții spanioli au făcut un studiu al tribului, înregistrând informații despre obiceiurile sociale, limbă, economie, metode de război și practici de înmormântare. Artiștii care au făcut parte din expediție, Tomas de Suria și José Cardero, au realizat portrete ale membrilor tribului și scene din viața de zi cu zi a acestora. Un ghețar situat între Golful Yakutat și Golful Icy a fost numit ulterior Ghețarul Malaspina. Botanistul Luis Née a colectat și descris numeroase plante noi în acea perioadă.
Știind că Cook cercetase anterior coasta de la vest de insula Prince William și nu găsise niciun pasaj, Malaspina și-a încetat căutările în acel punct și a navigat spre avanpostul spaniol din insula Nootka. Expediția lui Malaspina a petrecut o lună acolo. În timp ce se aflau la Nootka, oamenii de știință ai expediției au studiat populația Nuu-chah-nulth (popoarele Nootka). Relația dintre spanioli și popoarele Nootka era la cel mai scăzut nivel atunci când a sosit Malaspina. Malaspina și echipajul său au reușit să îmbunătățească considerabil relația, care era unul dintre obiectivele și motivele pentru care s-au oprit în primul rând. Datorită, în parte, capacității lui Malaspina de a lăsa moștenire cadouri generoase de pe navele sale bine aprovizionate care urmau să se întoarcă în Mexic, prietenia dintre spanioli și nootka s-a consolidat. Câștigarea încrederii șefului Nootka, Maquinna, a fost deosebit de semnificativă, deoarece acesta era unul dintre cei mai puternici șefi din regiune și se temea foarte mult de spanioli la sosirea lui Malaspina. Prietenia sa a întărit pretențiile spaniolilor asupra Nootka Sound, care a fost pusă sub semnul întrebării după criza Nootka și rezolvată în Acordurile Nootka ulterioare. Guvernul spaniol era nerăbdător ca Nootka să accepte în mod oficial faptul că terenul pe care se afla avanpostul spaniol fusese cedat în mod liber și legal. Această dorință avea legătură cu negocierile Spaniei cu Marea Britanie de atunci asupra insulei Nootka și a Pacificului de Nord-Vest. Malaspina a reușit să obțină exact ceea ce dorea guvernul. După săptămâni de negocieri, principala căpetenie Nootka, Maquinna, a fost de acord că spaniolii vor rămâne întotdeauna proprietarii terenului pe care îl ocupau atunci și că îl dobândiseră cu toată corectitudinea cuvenită. Rezultatul Convenției Nootka a depins în parte de acest pact.

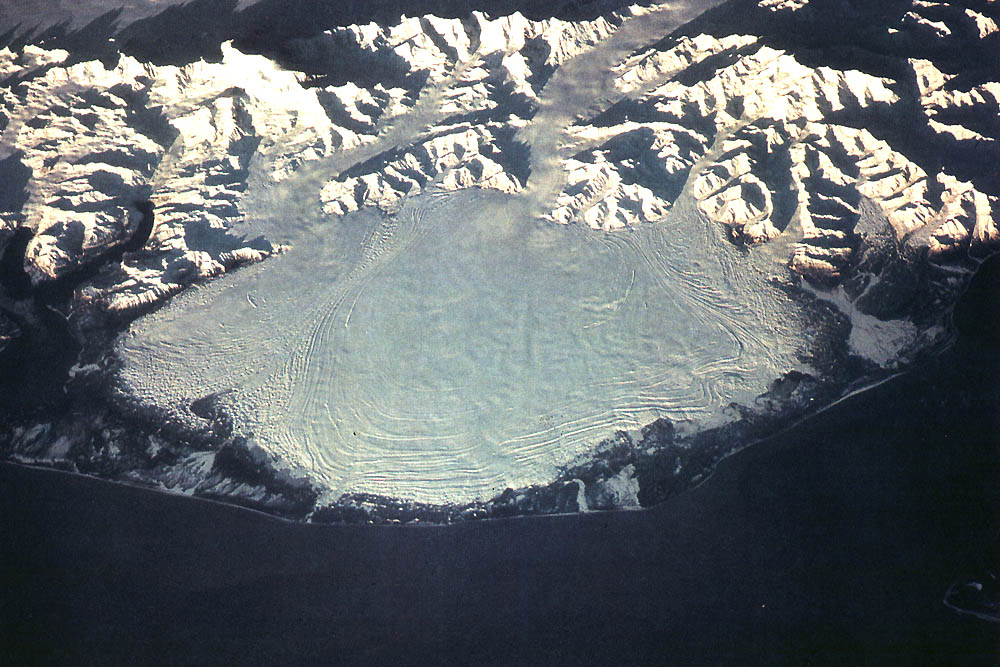
Ghețarul Malaspina în Alaska.

Pe lângă munca expediției cu Nootka, au fost făcute observații astronomice pentru a stabili locația Nootka Sound și pentru a calibra cronometrele expediției. Nootka Sound a fost cercetat și cartografiat cu o precizie mult mai mare decât cea disponibilă anterior. Au fost cercetate canale neexplorate. Hărțile au fost, de asemenea, legate de linia de bază stabilită de căpitanul Cook, permițând calibrarea între hărțile spaniole și cele britanice. Au fost efectuate studii botanice, inclusiv o încercare de a produce un tip de bere din ace de conifere care se spera că va avea proprietăți antiscorbutice pentru combaterea scorbutului. Navele expediției au luat apă și lemn și au furnizat avanpostului spaniol multe bunuri utile, inclusiv medicamente, alimente, diverse unelte și ustensile și un termometru cu scara Réaumur.
După ce au părăsit insula Nootka, cele două nave au navigat spre sud, oprindu-se la așezarea și misiunea spaniolă de la Monterey, California, înainte de a se întoarce în Mexic.
În 1792, întors în Mexic, Malaspina a trimis două goelete (sau "goletas") pentru a efectua explorări mai amănunțite ale Strâmtorii Juan de Fuca și ale Strâmtorii Georgia. Acestea erau Sutíl, comandat de Dionisio Alcalá Galiano, și Mexicana, sub comanda lui Cayetano Valdés y Flores. Ambii erau ofițeri ai lui Malaspina. Navele ar fi trebuit să fie comandate de doi piloți din San Blas, Mexic, dar Malaspina a aranjat ca ofițerii săi să îi înlocuiască.
În 1792, expediția lui Malaspina a pornit din Mexic și a traversat Oceanul Pacific. Au făcut o scurtă escală la Guam înainte de a ajunge în Filipine, unde au petrecut câteva luni, majoritatea la Manila. În această perioadă, Malaspina l-a trimis pe Bustamante aflat pe Atrevida în Macao, China.
După întoarcerea lui Bustamante, expediția a părăsit Filipine și a navigat spre Noua Zeelandă. Ei au explorat insula Doubtful, la capătul sudic al Insulei de Sud a Noii Zeelande, cartografiind intrarea și părțile inferioare ale acestuia, dar nereușind, din cauza vremii nefavorabile, să efectueze experimentele gravitaționale care au fost motivul pentru care au mers acolo. Deși expediția a stat doar o zi, a lăsat în urmă un grup unic de toponime spaniole, cum ar fi Febrero Point (de la luna vizitei sale - februarie), Bauza Island (după numele cartografului său) și Marcaciones Point (punctul de observație).
Apoi, Malaspina a navigat spre Port Jackson (Sydney), pe coasta Noii Galii de Sud (Australia), care fusese înființată de britanici în 1788. În timpul șederii expediției la Sydney Cove, în Noua Galie de Sud, în martie-aprilie 1793, Thaddäus Haenke a efectuat observații și a făcut colecții referitoare la istoria naturală a locului, după cum a raportat patronului coloniei, Sir Joseph Banks, spunând: „Îmi exprim aici mărturia publică a unui suflet recunoscător pentru umanitatea și bunătatea cu totul extraordinară cu care englezii din noua lor colonie ne-au primit pe noi, vagabonzii rătăcitori, tovarășii lui Ulise. O națiune renumită în întreaga lume, care nu a lăsat nimic neexperimentat, va învinge și ea cu cele mai fericite auspicii, prin munca cea mai asiduă și prin propriul spirit hotărât, marile obstacole care i se opun în întemeierea a ceea ce ar putea deveni într-o zi o altă Roma”.
În timpul vizitei la Port Jackson, membrii expediției au realizat douăsprezece desene, care reprezintă o înregistrare valoroasă a așezării în primii ani, mai ales că printre ele se află și singurele reprezentări ale coloniștilor condamnați din această perioadă. Colonia engleză recent înființată fusese inclusă în itinerariul expediției ca răspuns la un memorandum redactat în septembrie 1788 de unul dintre colegii ofițeri de marină ai lui Malaspina, Francisco Muñoz y San Clemente, care avertiza asupra pericolelor pe care le reprezenta pentru posesiunile spaniole din Pacific în timp de pace din cauza dezvoltării unui comerț de contrabandă și în timp de război ca bază pentru operațiunile navale britanice. Muñoz a spus: „Coloniștii vor putea echipa corsari profitabili astfel încât să taie toate comunicațiile dintre Filipine și ambele Americi..... Aceste posesiuni vor avea o marină proprie, obținând din regiunea sudică tot ceea ce este necesar pentru a o înființa, iar când o vor avea gata formată vor putea invada posesiunile noastre din apropiere...”[16] În raportul confidențial pe care l-a scris în urma vizitei sale, Malaspina a reluat avertismentul lui Muñoz, scriind despre pericolul viitor „teribil” pentru Spania din partea coloniei engleze de la Port Jackson,
 de unde, cu cea mai mare ușurință, o traversare de două sau trei luni prin climate sănătoase și o navigație sigură ar putea aduce pe coastele noastre lipsite de apărare două sau trei mii de bandiți naufragiați care să servească interpolat cu un corp excelent de trupe regulate. Nu ar fi de mirare că în acest caz - femeile împărtășind și ele riscurile, precum și plăcerile senzuale ale bărbaților - istoria invaziilor hunilor și ale alanilor în cele mai fertile provincii ale Europei ar fi reînviată în coloniile noastre surprinse....Penița tremură să consemneze imaginea, oricât de îndepărtată, a unor asemenea dezordini.

Deși recunoștea amenințarea strategică pe care o reprezenta pentru posesiunile spaniole din Pacific în timp de război, Malaspina scria: „Nu este preocuparea acestor paragrafe să demonstreze în detaliu numeroasele planuri pentru aceste jafuri proiectate, ci mai degrabă modalitățile cele mai simple de a le preveni”. El a preferat abordarea pașnică de a atrage atenția asupra oportunității comerciale pe care o oferea noua colonie pentru comerțul cu alimente și animale din Chile și dezvoltarea unei rute comerciale viabile care să lege această țară de Filipine. După ce a văzut căruțe și chiar pluguri trase de deținuți din cauza lipsei de animale de tracțiune în colonie și după ce a luat mese cu coloniștii la care carnea de vită și de oaie erau considerate un lux rar, Malaspina a văzut în comerțul cu animale din Chile cheia unui comerț profitabil. El a propus să se semneze un acord cu Londra pentru o Asociație a comercianților și pentru ca un agent al coloniei să fie rezident în Chile. Conștient că politica pe care o propunea era una îndrăzneață și plină de imaginație în fața insistenței tradiționale a Spaniei asupra unui monopol național asupra comerțului și a altor relații în cadrul imperiului său, Malaspina a declarat că „această afacere este extrem de favorabilă echilibrului comercial al coloniilor noastre” și că va avea avantajul de a calma și liniști „un vecin vioi, turbulent și chiar insolent....nu cu sacrificii din partea noastră, ci mai degrabă cu profituri multe și foarte considerabile”.
Întorcându-se spre est prin Oceanul Pacific, expediția a petrecut o lună la Vava'u, arhipelagul nordic Tonga. De acolo au navigat spre Callao, Peru, apoi spre Talcahuanco, Chile. Fiordurile din sudul Chile au fost cartografiate cu atenție înainte ca expediția să treacă Capul Horn. Apoi au cercetat Insulele Falkland și coasta Patagoniei înainte de a se opri din nou la Montevideo.
De la Montevideo, Malaspina a urmat un drum lung prin Oceanul Atlantic central până în Spania, ajungând la Cadiz la 21 septembrie 1794. El petrecuse 62 de luni pe mare.

## Rezultatele expediției
Pe parcursul celor cinci ani ai acestei expediții, Malaspina a stabilit măsurătorile coastei vestice a Americii cu o precizie nemaiîntâlnită până atunci. El a măsurat înălțimea muntelui Saint Elias din Alaska și a explorat ghețari gigantici, inclusiv ghețarul Malaspina, numit ulterior după el. A demonstrat fezabilitatea unui posibil Canal Panama și a schițat planurile pentru construirea acestuia. În plus, expediția lui Malaspina a fost prima mare călătorie maritimă majoră pe distanțe lungi în care nu a cunoscut practic niciun fel de scorbut. Ofițerul medical al lui Malaspina, Pedro González, era convins că portocalele și lămâile proaspete erau esențiale pentru prevenirea scorbutului. A apărut un singur focar, în timpul unei călătorii de 56 de zile în largul mării. Cinci marinari s-au îmbolnăvit de simptome, dintre care unul grav. După trei zile la Guam, toți cei cinci erau din nou sănătoși. James Cook a făcut mari progrese în lupta împotriva bolii, dar alți căpitani britanici, precum George Vancouver, au găsit că realizările sale sunt greu de reprodus. Se știa încă de la jumătatea secolului al XVIII-lea că citricele sunt eficiente, dar timp de zeci de ani nu a fost practic să se depoziteze fructe sau sucuri de fructe pentru perioade lungi de timp pe nave fără a pierde acidul ascorbic necesar. Imperiul mare al Spaniei și numeroasele porturi de escală au facilitat achiziționarea de fructe proaspete. The City Gazette and Daily Advertiser (Charleston, Carolina de Sud), 19 iulie 1797, a publicat un raport al expediției:

VOIAJUL DESCOPERIRII: Următoarele detalii despre ultima încercare de călătorie de descoperire, care a făcut foarte puțin zgomot și care nu a fost menționată nici măcar de un jurnal englez, nu pot să nu atragă atenția. O lucrare magnifică se află în acest moment în presa din Madrid, care conține o detaliere completă și amplă a tuturor tranzacțiilor care au avut loc în timpul acestei călătorii de descoperire; și, odată cu publicarea ei, vom fi mulțumiți cu o relatare a manierelor și obiceiurilor din insulele Babaco [Babao/Vavau], o aglomerare nedeslușită, vizitată atunci pentru prima dată de europeni. Cele două sloopuri numite Discovery și Subtile, primul comandat de Don Alexander Malespina [sic], iar cel de-al doilea de Don Joseph de Bastamente [sic], au plecat împreuna din portul Cadiz, la 30 iulie 1789, pentru a coopera cu celelalte puteri maritime la extinderea cunoștințelor umane și, mai ales, a navigației. Comandanții acestor nave au realizat hărți corecte ale coastelor Americii și ale insulelor adiacente, de la râul La Plata până la Capul Horn și de la acest cap până la cele mai îndepărtate extremități nordice [sic] ale acestei părți a lumii. Intențiile lor în acest sens au fost doar de a repeta încercările de același fel, întreprinse anterior fie de străini, fie de compatrioții lor, și de a dobândi astfel o cunoaștere mai amănunțită a subiectului. Ajunși pe coasta de nord-vest a Americii, la 59,60 și 61 de grade lat., au căutat în zadar un pasaj prin care să pătrundă în Oceanul Atlantic; în consecință, au ajuns la concluzia că previziunile lui Cook se bazau pe un raționament solid și că golul menționat de Maldonado, un vechi navigator spaniol, nu exista decât în creierul său. La începutul anului 1792, Subtile și un galiot, numit Mexicana, sub comanda lui don Dion Galvano [Dionisio Galiano] și don Cais de Taldes [Cayetano Valdes], s-au alăturat escadrilei engleze comandate de căpitanul Vancouver, cu intenția de a examina imensul arhipelag, cunoscut sub numele de Izvorul Amiralului [Amiralul de Fonte], și Juan de Fuca. Ei au continuat în cea mai mare parte a anului 1792 să viziteze Mariannes și Filipine, precum și Macas [Macao], pe coasta Guianei [China]. Ulterior au trecut între insulele Mindanoa și insulele numite Mountay [Morintay], urmând un curs de-a lungul coastelor Noii Guinee și traversând ecuatorul. Cu această ocazie, au descoperit un golf de aproximativ 500 de leghe maritime, pe care niciun navigator anterior nu îl traversase. Au făcut apoi escală în Noua Zeelandă și Noua-Olanda și au descoperit în arhipelagul numit Insulele Prietenoase, Babacos [Babaos/Vavau], un lanț de insule care nu mai fusese văzut până atunci de niciun navigator european. După o serie de alte cercetări în sudul oceanului, au ajuns în iunie 1793, la Callao. Din acest port au mai făcut și alte expediții ocazionale și au examinat fiecare în parte portul Conception și restul coastei Americii, care se întinde spre sud-vest, precum și coasta vestică a Insulelor Moluccas [Malvinas/Malouines/Falklands]. Au intrat apoi în râul La Plata, după ce au depășit toate pericolele inerente la aceste latitudini sudice. După ce au fost echipate și aprovizionate din nou cu provizii la Montevedia [Montevideo], s-au alăturat unei flote de fregate și nave de registru și au navigat spre Cadiz, unde au ajuns după o călătorie de nouă zile [săptămâni], cu încărcături în valoare de opt milioane de dolari în bani și mărfuri. Aceste călătorii au contribuit nu puțin la extinderea botanicii, mineralogiei și navigației. În ambele emisfere și la diferite latitudini, s-au făcut numeroase experimente referitoare la greutatea corpurilor [gravitația], care vor duce la descoperiri foarte importante, legate de forma neregulată a globului nostru pământesc; acestea vor fi, de asemenea, foarte utile în ceea ce privește o măsură fixă și generală [sistemul metric]. În timp ce îi examinau pe locuitori, călătorii noștri au colectat toate monumentele care puteau să arunce vreo lumină fie asupra migrației națiunilor, fie asupra progresului lor în civilizație. Din fericire pentru interesele umanității, aceste descoperiri nu au provocat vărsarea niciunei lacrimi. Dimpotrivă, toate triburile cu care au avut vreo legătură vor binecuvânta memoria acestor navigatori care le-au furnizat o varietate de instrumente și le-au făcut să cunoască mai multe arte, pe care înainte le ignorau cu totul. Navele și-au adus înapoi aproape întregul echipaj; pe scurt, niciuna dintre ele nu a pierdut mai mult de trei sau patru oameni, ceea ce este minunat, dacă luăm în considerare climatul nesănătos din Zona Toridă, la care au fost expuși atât de mult timp. Don Antonio de Valdes, ministrul Marinei, care a încurajat și a sprijinit expediția, este ocupat în acest moment cu redactarea unei relatări detaliate a acestei călătorii, astfel încât să facă această întreprindere de utilitate generală. Aceasta va fi publicată în curând, iar curioșii vor fi mulțumiți de hărțile, hărțile și gravurile care se pregătesc acum să o însoțească. Între timp, el i-a prezentat regelui pe căpitanii Don Alexander Malespina [Malaspina], Don Joseph de Bastamente [Bustamante] și Don Dion Galeano [Dionisio Galiano], precum și pe locotenentul Don Carlos [Ciriaco] de Cevallos. Acești ofițeri sunt îndreptățiți și vor experimenta în curând munificența regală.

## Urmări
Din nefericire, judecata politică a lui Malaspina l-a determinat să ia parte la o conspirație eșuată de răsturnare a prim-ministrului spaniol Godoy și a fost arestat la 23 noiembrie sub acuzația de complot împotriva statului. După un proces neconcludent, la 20 aprilie 1796, Carol al IV-lea a decretat ca Malaspina să fie destituit de rang și întemnițat în fortăreața izolată San Antón din La Coruña, Galicia (Spania), unde a rămas din 1796 până în 1802, când a fost în cele din urmă eliberat la sfârșitul anului 1802, deși cu condiția să fie exilat din Spania.
S-a estimat că rapoartele expediției vor umple șapte volume mari atunci când vor fi publicate, la un cost de două milioane de reali (250 000 de dolari spanioli sau aproximativ 12 500 de lire sterline). José de Bustamante a încercat să obțină publicarea jurnalului și a rapoartelor expediției, dar costul a fost peste resursele trezoreriei spaniole, în special bugetul naval, în anii de conflicte care au urmat arestării lui Malaspina. Au existat unele publicații contemporane, dar a fost nevoie de două sute de ani pentru ca cea mai mare parte a înregistrărilor expediției să fie publicate.
O mare parte din documentele care urmau să fie folosite ca sursă pentru publicarea expediției lui Malaspina au rămas împrăștiate în arhive până în zilele noastre. Un număr semnificativ de documente sunt pierdute, iar cele care au supraviețuit sunt adesea într-o formă brută, semi-editată. Alexander von Humboldt, un admirator al lui Malaspina, a scris: „acest navigator abil este mai faimos pentru nenorocirile sale decât pentru descoperirile sale.” Însemnările făcute de botanistul expediției, Luis Née, în timp ce se afla la Port Jackson în 1793, au fost publicate în 1800. Jurnalul lui Dionisio Alcalá Galiano privind cercetarea strâmtorii dintre Insula Vancouver și continent, efectuată în cadrul expediției Malaspina, a fost publicat în 1802, orice mențiune a numelui lui Malaspina fiind eliminată. În 1809, José Espinosa y Tello a publicat observațiile astronomice și geodezice făcute în timpul expediției într-o lucrare în două volume care conținea și o relatare prescurtată a călătoriei. Această relatare a fost tradusă în limba rusă și publicată de amiralul Adam von Krusenstern St. Petersburg în 1815. Jurnalul călătoriei lui Malaspina a fost publicat pentru prima dată în traducere rusă de către Krusenstern în numere succesive ale jurnalului oficial al Amiralității ruse între 1824 și 1827 (o copie a manuscrisului fusese obținută de ambasadorul rus la Madrid în 1806). Jurnalul lui Francisco Xavier de Viana, comandantul secund al navei Atrevida, a fost publicat la Montevideo în 1849. Jurnalul lui Bustamante a fost publicat în 1868 în jurnalul oficial al Direcției de Hidrografie. O relatare prescurtată a expediției Malaspina, constând în mare parte din jurnalul său, "Diario de Viaje", a fost publicată la Madrid în 1885 de Pedro de Novo y Colson. Jurnalul lui Malaspina a fost publicat într-o altă ediție la Madrid în 1984.
Versiunea definitivă a expediției a fost în cele din urmă publicată în Spania de Museo Naval și Ministerio de Defensa în nouă volume, între 1987 și 1999. Al doilea volum al acestei serii, Jurnalul lui Malaspina, a fost publicat într-o traducere adnotată în limba engleză de Hakluyt Society în asociere cu Museo Naval între 2001 și 2005. Desenele și picturile realizate de membrii expediției au fost descrise de Carmen Sotos Serrano în 1982. Cele aproximativ 4.000 de manuscrise referitoare la expediție au fost catalogate de Maria Dolores Higueras Rodriguez între 1989 și 1994.

## Expediția Malaspina 2010
În semn de recunoaștere a activității lui Malaspina, mai multe instituții spaniole au lansat o expediție științifică majoră de circumnavigare a globului, care îi poartă numele. Expediția Malaspina 2010 a fost un proiect de cercetare interdisciplinară ale cărui obiective generale au fost evaluarea impactului schimbărilor globale asupra oceanelor și explorarea biodiversității acestora.
La bordul navelor de cercetare oceanografică Hespérides și Sarmiento de Gamboa s-au aflat 250 de oameni de știință, care au pornit într-o expediție de nouă luni, între decembrie 2010 și iulie 2011. Urmând spiritul expediției Malaspina originale, aceasta a combinat cercetarea științifică de pionierat cu formarea tinerilor cercetători, promovând în același timp știința marină și încurajând înțelegerea științei de către public. Călătoria a acoperit un total de 42 000 de mile marine, cu escale la Miami, Rio de Janeiro, Punta Arenas, Ushuaia, Cape Town, Perth, Sydney, Honolulu, Panama, Cartagena de Indias și Cartagena, înainte de a se întoarce la Cadiz.
Proiectul a fost promovat sub egida programului Consolider - Ingenio 2010 al Ministerului spaniol al Științei și Inovării și este condus de Consiliul Național de Cercetare din Spania (CSIC), cu sprijinul Marinei spaniole.